# Гаделия, Теймураз Отарович
Теймураз Отарович Гаделия (груз. თეიმურაზ ოთარის ძე გადელია; 2 февраля 1974, Сухуми) — грузинский футболист, нападающий.

## Биография
Воспитанник футбольной школы сухумского «Динамо». В 1990 году дебютировал во взрослом футболе в составе команды «Цхуми», за следующие четыре сезона сыграл более 50 матчей в чемпионате Грузии.
В начале 1995 года перешёл в украинский клуб «Верес» (Ровно). Дебютный матч в высшей лиге Украины сыграл 10 марта 1995 года против запорожского «Торпедо», а первый гол забил 24 мая 1995 года в ворота «Карпат». Всего за половину сезона сыграл 10 матчей и забил два гола, а его команда не удержалась в высшей лиге. Осенью 1995 года играл в первой лиге Украины за «Буковину».
В 1996 году, после короткого возвращения в Грузию, перешёл в российский «Сокол-ПЖД» (Саратов), в его составе за два сезона сыграл 41 матч в первой лиге России. Затем несколько сезонов провёл в высшем дивизионе Грузии в составе батумского «Динамо», тбилисских «Мерани-91» и «Динамо». В первой половине 2000-х годов играл в первом дивизионе России за «Кристалл» (Смоленск) и «Балтику», а также в высшей лиге Белоруссии за «Днепр-Трансмаш».
В конце карьеры играл за тбилисский клуб «Динамо-Сухуми». В 2007 году вместе с рядом других грузинских футболистов из Абхазии принимал участие в спортивном мероприятии в Верхней Абхазии, которую тогда контролировало грузинское правительство.